# Medaile 20. výročí nezávislosti Ukrajiny
Medaile 20. výročí nezávislosti Ukrajiny (ukrajinsky ювілейна медаль «20 років незалежності України») je vyznamenání prezidenta Ukrajiny založené roku 2011 při příležitosti dvacátého výročí zisku nezávislosti. Udílena byla občanům Ukrajiny, cizincům i lidem bez státní příslušnosti za přínos ke zisku nezávislosti a za práci pro ukrajinský lid.

## Historie
Medaile byla založena dekretem prezidenta Ukrajiny Viktora Janukovyče č. 615/2011 ze dne 30. května 2011. Dekretem prezidenta Ukrajiny Viktora Janukovyče č. 822/2011 ze dne 19. srpna 2011 bylo toto vyznamenání uděleno více než dvou tisícům občanů Ukrajiny. Dne 8. října 2011 bylo vyznamenání uděleno dalším devíti osobám při příležitosti Dne právníků. Uděleno jim bylo za významný osobní přínos při provádění státní právní politiky, posílení právního státu a práva a pořádku a za mnoho let obětavé práce a vysoké profesionality.
Dne 1. prosince 2011 u příležitosti dvacátého výročí celostátního referenda konaného 1. prosince 1991 a zákona o vyhlášení nezávislosti Ukrajiny, byla medaile udělena přibližně 500 lidem. Dne 21. ledna 2012 u příležitosti Dne jednoty a svobody Ukrajiny byla medaile udělena přibližně 450 osobám. Dne 27. června 2012 u příležitosti Dne ústavy Ukrajiny byla medaile udělena dalším asi 340 lidem.

## Pravidla udílení
Insignie prezidenta Ukrajiny – Medaile 20. výročí nezávislosti Ukrajiny byla udílena při příležitosti dvacátého výročí zisku nezávislosti za osobní přínos k budování nezávislosti státu, prosazování jeho suverenity a posilování mezinárodní prestiže Ukrajiny, za zásluhy o státotvornou, sociálněekonomickou, sociální a politickou činnost či za svědomitou a dokonalou službu ukrajinskému lidu. Medaile byla udílena občanům Ukrajiny, cizím státním příslušníkům i lidem bez státní příslušnosti a mohla být udělena i posmrtně.

## Popis medaile
Medaile pravidelného kulatého tvaru o průměru 32 mm je vyrobena ze žlutého kovu. Na přední straně je obrysová mapa Ukrajiny. Uprostřed mapy je barevně smaltovaný malý státní znak Ukrajiny. Při horním vnějším okraji medaile je nápis v cyrilici ДВАДЦЯТЬ РОКІВ (dvacet let), v dolní části medaile je nápis НЕЗАЛЕЖНОСТІ УКРАЇНИ (nezávislost Ukrajiny). Na zadní straně je uprostřed medaile datum na třech řádcích 24 СЕРПНЯ 1991 (24. srpna 1991). Datum je orámováno vavřínovým věncem. Všechny obrázky a nápisy jsou konvexní. Vnější okraj medaile je vystouplý.
Stuha pokrývá kovovou destičku obdélného tvaru. Destička je k medaili připojena pomocí jednoduchého kroužku. Stuha je široká 28 mm a vysoká 45 mm. Na zadní straně je spona k připevnění medaile na oblečení. Stuha z hedvábného moaré se skládá ze dvou pruhů širokých 13 mm v barvě modré a žluté. Oba okraje jsou lemovány zlatými proužky.